# 조선민주주의인민공화국-파키스탄 관계
파키스탄은 조선민주주의인민공화국과 외교적 및 경제적 관계를 유지하고 있다. 양국 간의 관계는 1970년대 민주주의 성향의 줄피카르 알리 부토 총리가 외교 정책의 일환으로 조선민주주의인민공화국을 방문하면서 시작되었다. 부토 총리는 사회주의 국가들과의 관계를 강화하려는 목적을 가지고 조선민주주의인민공화국을 국빈 방문하였다. 파키스탄은 평양에 대사관을 두고 있으며, 조선민주주의인민공화국은 이슬라마바드에 대사관을, 카라치에 대영사관을, 그리고 파키스탄의 다른 도시들에도 총영사관을 두고 있다.
파키스탄 내에서 조선민주주의인민공화국에 대한 여론은 대체로 분열된 상태로, 27%는 긍정적으로, 27%는 부정적으로 보고 있다.

## 역사

### 이란-이라크 전쟁
파키스탄은 조선민주주의인민공화국, 이란, 리비아 간의 동맹을 형성하려 했던 것으로 알려져 있다. 이란-이라크 전쟁 동안, 조선민주주의인민공화국과 파키스탄은 이란을 지원했다. 조선민주주의인민공화국에서 제조된 무기와 군사 장비는 파키스탄의 항구 도시인 카라치로 운송되었고, 그곳에서 육로를 통해 운반되었으며 파키스탄군의 호위를 받으며 이란 국경으로 이동되었다. 이후 이란은 이 장비들을 사용하여 이라크 목표를 공격했다.

### 파키스탄의 핵 지원 혐의
파키스탄은 미국 정부 관계자들로부터 조선민주주의인민공화국에 군사 목적의 핵 기술을 비밀리에 제공한 혐의를 받았다. CIA는 두 나라 간의 여러 항공 화물 운송을 위성으로 추적했다고 주장했다. 미국 정부는 압둘 카디르 칸이라는 고위 원자력 연구 과학자가 여러 차례 조선민주주의인민공화국을 방문하여 조선민주주의인민공화국 정부가 고농축 우라늄(HEU)을 생산할 수 있도록 중요한 기술적 지원을 제공했다고 믿고 있다.

#### 2002년 스캔들
2002년, 미국 정보 관계자들에 따르면 파키스탄이 조선민주주의인민공화국의 최근 핵탄두 개발의 출처였다는 정보가 유출되었다. 그 결과, 압둘 카디르 칸은 파키스탄 정부에 의해 가택 연금 상태에 놓였으며, "국가에 대한 수치를 초래한" 것에 대해 파키스탄 국민 앞에서 공개적으로 사과해야 했다. 파키스탄 정부는 서방의 압박이 커짐에도 불구하고 핵 시설에 대한 무기 검사관의 조사 요청이나 CIA의 직접적인 칸 조사 시도를 거부했다.